# Dorset (Vermont)
Dorset es un pueblo ubicado en el condado de Bennington en el estado estadounidense de Vermont. En el año 2010 tenía una población de 2.031 habitantes y una densidad poblacional de 16,39 personas por km².

## Geografía
Dorset se encuentra ubicado en las coordenadas 43°15′33″N 73°3′34″O / 43.25917, -73.05944.

## Demografía
Según la Oficina del Censo en 2000 los ingresos medios por hogar en la localidad eran de $54,219 y los ingresos medios por familia eran $62,969. Los hombres tenían unos ingresos medios de $40,027 frente a los $28,167 para las mujeres. La renta per cápita para la localidad era de $32,956. Alrededor del 5.4% de la población estaban por debajo del umbral de pobreza.